# Vystrkov (přírodní památka, okres Příbram)
Vystrkov je přírodní památka nad jihozápadním okrajem městyse Jince v okrese Příbram ve Středočeském kraji. Tvoří ji komplex lesních společenstev, společenstev acidofilních a mezofilních trávníků a paleontologická lokalita s výskytem kambrických fosilií. Přírodní památka se nachází na vrchu Vystrkov a je součástí chráněné krajinné oblasti Brdy.

## Historie
Bezlesé plochy na vrchu Vystrkov sloužily až do poloviny dvacátého století jako orná půda. Jejich využívání k zemědělství skončilo se zřízením vojenského újezdu Brdy. Přibližně polovinu lesních porostů tvoří kulturní lesy s převažujícím smrkem ztepilým a borovicí černou. Ostatní lesy jsou listnaté a od roku 1978 je jejich část o rozloze 8,8 hektaru ponechána samovolnému vývoji.
Na začátku dvacátého století fungoval na jihovýchodním úbočí kopce mělký lom na drcené kamenivo. Po ukončení těžby byly jámy zavedeny odpadem. Spolu s těžbou se začal rozvíjet sběr zkamenělin. Zkameněliny trilobitů a další fauny z Vystrkova byly známé už v první polovině devatenáctého století, ale největší intenzity jejich sběr dosáhl v prvních dvou desetiletích 21. století. Pro obyvatele Jinců představuje Vystrkov významnou rekreační lokalitu.
Chráněné území vyhlásila Agentura ochrany přírody a krajiny ČR v kategorii přírodní památka s účinností od 4. října 2022.

## Přírodní poměry
Přírodní památka s rozlohou 55,24 hektarů leží v katastrálních územích Jince a Jince v Brdech. Nachází se na vrchu Vystrkov v nadmořské výšce 432–542 metrů na okraji chráněné krajinné oblasti Brdy.

### Abiotické poměry
Geologické podloží tvoří kambrické horniny jineckého souvrství, které v době 505–500 Ma začaly vznikat z uloženin na mořském dně a vyvinuly se z nich prachovce, břidlice a droby. Jejich výchozy se nachází zejména na jižních, jihovýchodních a jihozápadních svazích kopce. Na horninách bývají často patrné modrofialové povlaky sekundárních minerálů manganu a železa. V nadloží se vyskytují pískovce a slepence ohrazenického souvrství.
Vrch Vystrkov je součástí geomorfologického celku Brdská vrchovina, podcelku Brdy a okrsku Třemošenská vrchovina. Východní svahy směrem od Jinců stoupají jen pozvolně, ale západní úbočí spadá do údolí Ohrazenického potoka velmi strmě a dosahuje převýšení okolo sta metrů. Na povrchu se ve vrcholové části vyvinul půdní typ kambizem, ale většinu úbočí pokrývá luvizem, která v nižších partiích na východě přechází do pseudogleje. Území odvodňuje Ohrazenický potok, který se v Jincích vlévá do Litavky.
V rámci Quittovy klasifikace podnebí se přírodní památka nachází v mírně teplé oblasti MT7, pro kterou jsou typické průměrné teploty −2 až −3 °C v lednu a 16–17 °C v červenci. Roční úhrn srážek dosahuje 650–750 milimetrů, počet letních dnů je 30–40, mrazových dnů 110–130 a sníh v ní leží 60–80 dnů v roce.

### Paleontologie
V chráněném území se nachází desítky výchozů a sběratelských jam, které zpřístupňují horniny svrchní dvě třetiny jineckého souvrství. Z lokality pochází nálezy mnoha druhů trilobitů (např. Acadolenus, Litavkaspis, Hypagnostus, Onymagnostus, Conocoryphe, Paradoxides ad.). K dalším nalézaným kmenům patří zástupci ostnokožců, dvojmiskových členovců, hyolitů a vzácně také ramenonožců.

## Flóra
Předmětem ochrany jsou společenstva mezofilních ovsíkových luk, acidofilních suchých trávníků a acidofilních trávníků mělkých půd, které pokrývají asi 35 % rozlohy, a acidofilní teplomilné doubravy a suché acidofilní doubravy (20 % rozlohy).

### Trávníky
Menší část přírodní památky porůstaly především acidofilní trávníky, ale po dlouhé době neobdělávání většinou zarostly třtinou křovištní a křovinami. Původní společenstva se tak dochovala jen na sešlapávaných místech nebo v lesních lemech. Díky vyřezávání keřů a pastvě koz a ovcí se jejich stav postupně lepší. Místy se tak objevují cennější druhy, ke kterým patří růže Jundzillova (Rosa marginata) nebo sléz velkokvětý (Malva alcea).
Na bývalých polích a zavezených skládkách se rozvíjí sekundární trávníky s druhy širokolistých suchých trávníků, jako je devaterník velkokvětý tmavý (Helianthemum grandiflorum subsp. obscurum), tužebník obecný (Filipendula vulgaris) nebo úročník bolhoj (Anthyllis vulneraria), a ovsíkových luk jako je pryskyřník hlíznatý (Ranunculus bulbosus), tomka vonná (Anthoxanthum odoratum), kostřava červená (Festuca rubra), ovsík pýřitý (Avenula pubescens), penízek modravý (Noccaea caerulescens), zvonek rozkladitý (Campanula patula) a mrkev obecná (Daucus carota).
Okraje cest a nelegální odkryvy břidlice poskytují vhodné prostředí pro efemérní druhy, jako je osívka jarní (Erophila verna), křivatec rolní (Gagea villosa), bělolist rolní (Filago arvensis), hvozdíček prorostlý (Petrorhagia prolifera) a pomněnka různobarvá (Myosotis collina).

### Lesy
Většinu chráněného území porůstají lesy. Na jihovýchodě přavažují acidofilní a teplomilné doubravy. Na jižním a východním svahu se doubravy prolínají s dubohabřinou a na západě se nacházejí větší výsadby borovice černé a kulturní smrčiny.
Z hlediska ochrany přírody se nejcennější část lesů nachází v jihozápadní části přírodní památky pod vrcholem kopce a na hřbítku, který k němu směřuje. Ze vzácnějších druhů teplomilných doubrav zde roste bělozářka liliovitá (Anthericum liliago), bělozářka větevnatá (Anthericum ramosum), zvonek broskvolistý (Campanula persicifolia), vemeník dvoulistý (Platanthera bifolia), řimbaba chocholičnatá (Pyrethrum corymbosum), tolita lékařská (Vincetoxicum hirundinaria) a jetel alpínský (Trifolium alpestre). Sběratelské jámy ohrožují stanoviště druhů, jako je kociánek dvoudomý (Antennaria dioica) nebo vemeník dvoulistý. Porosty na jihozápadních svazích mají charakter acidofilních doubrav a dominuje v nich bika bělavá (Luzula luzuloides) a kostřava ovčí (Festuca ovina).
Na prudkých svazích na západě rostou nálety habru se skalníkem celokrajným (Cotoneaster integerrimus). U vlhčích úpatí skal rostou lýkovec jedovatý (Daphne mezereum), řešetlák počistivý (Rhamnus cathartica) a kapradiny sleziník severní (Asplenium septentrionale), osladič obecný (Polypodium vulgare) a puchýřník křehký (Cystopteris fragilis).

## Fauna
Podle zoologických průzkumů z let 2017–2020 je na lesy i trávníky vázána řada ochrožených a zranitelných druhů hmyzu. Z pavouků byly zaznamenány pavučenka chocholkovitá (Walckenaeria monoceros) a pavučenka dubová (Walckenaeria simplex). Velké množství chráněných druhů patří k motýlům: píďalka písečná (Aplocera efformata), perleťovec fialkový (Boloria euphrosyne), hřbetozubec dubový (Drymonia ruficornis), strakáč březový (Endromis versicolora), okáč rosičkový (Erebia medusa), srpokřídlec březový (Falcaria lacertinaria), hranostajník březový (Furcula bicuspis), hřbetozubec Milhauserův (Harpyia milhauseri), lišaj pryšcový (Hyles euphorbiae), otakárek ovocný (Iphiclides podalirius), bělásek hrachorový (Leptidea sinapis), hnědásek jitrocelový (Melitaea athalia), hřbetozubec topolový (Notodonta tritophus), hřbetozubec mniší (Odontosia carmelita), hřbetozubec plachý (Peridea anceps), hřbetozubec stříbroskvrnný (Spatalia argentina), bourovec zejkovaný (Phyllodesma tremulifolia) a bourovec hlohový (Trichiura crataegi ).
Z brouků byl v letech 1999–2003 pozorován roháč obecný (Lucanus cervus) a v době před vyhlášením přírodní památky nosatec Cionus olens, hrotnatec tesaříkovitý (Pseudocistela ceramboides) a dále kovařík červený (Stanagostus rufus), drabčík Stenus longipes a krasec lesní (Buprestis rustica).
Přírodní památku tvoří vhodné biotopy pro užovku hladkou (Coronella austriaca) a slepýše křehkého (Anguis fragilis). Z ptáků byli pozorováni kulíšek nejmenší (Glaucidium passerinum), který v území snad i hnízdí, a ťuhýk obecný (Lanius collurio).